# Joseph Paxton
Joseph Paxton (ur. 3 sierpnia 1801 w Bedford, zm. 8 czerwca 1865 w Londynie) – angielski ogrodnik i architekt. 

## Projekty
Zaprojektował między innymi słynny londyński Crystal Palace (1851). Za ten rewolucyjny – jak na owe czasy – projekt, otrzymał tytuł szlachecki (sir).